# 塩之沢駅
塩之沢駅（しおのさわえき）は、山梨県南巨摩郡身延町帯金にある、東海旅客鉄道（JR東海）身延線の駅である。

## 歴史
- 1933年（昭和8年）9月1日：富士身延鉄道の塩之沢停留場として開設[1][2]。旅客・貨物取扱開始[2]。
- 1934年（昭和9年）6月1日：塩之沢駅に昇格[2]。
- 1938年（昭和13年）10月1日：富士身延鉄道を鉄道省（国鉄の前身）が借上げ[1][2]。
- 1941年（昭和16年）5月1日：国有化され、鉄道省身延線の駅となる[1]。
- 1960年（昭和35年）3月1日：貨物取扱廃止[2]。
- 1987年（昭和62年）4月1日：国鉄分割民営化に伴い、JR東海の駅となる[1][2]。

## 駅構造
単式ホーム1面1線を有する地上駅。線路はほぼ北東から南西に走り、ホームはその南東側にある。
ホームの身延方の端は緩やかな坂が駅出入口である。駅のすぐ身延方には塩之沢踏切があり、駅の北西側の富士川沿いを走る県道に出ることができる。
駅舎はなく、ホーム上の波高島寄りに、待合所が設置されている。かつては古くからの木造待合所であった。身延駅管理の無人駅となっている。

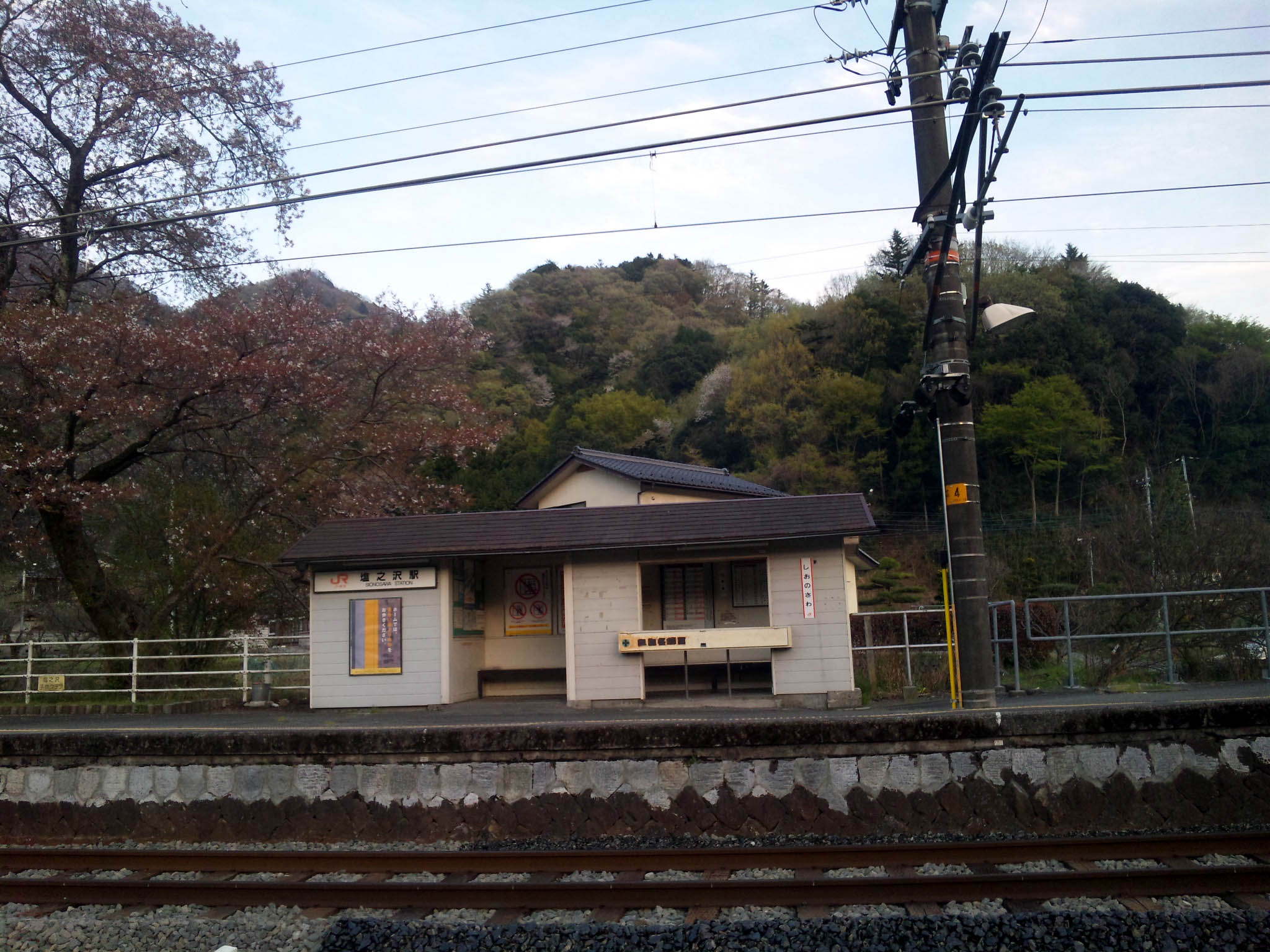
旧待合所（2011年4月）
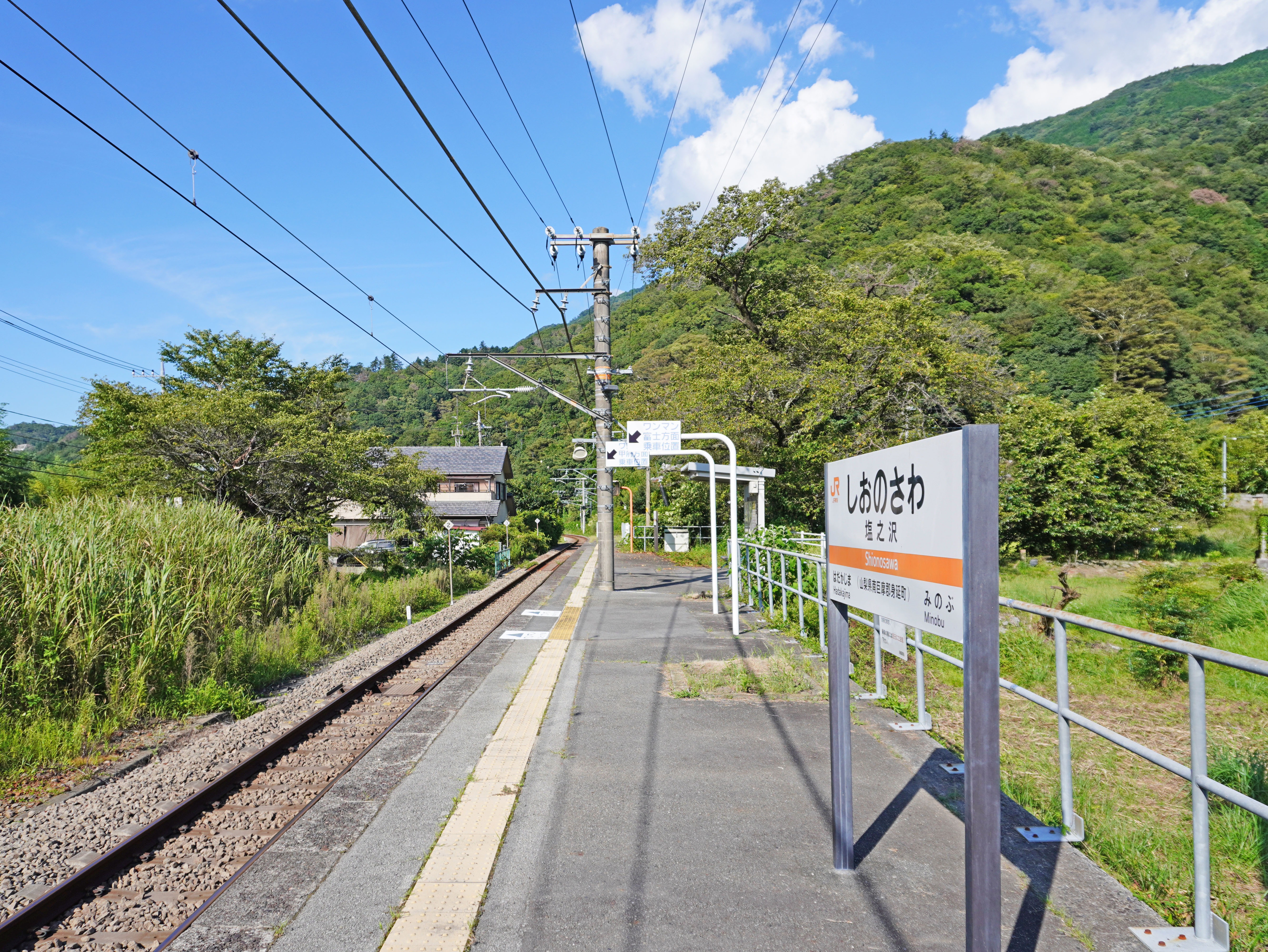
ホーム（2022年9月）
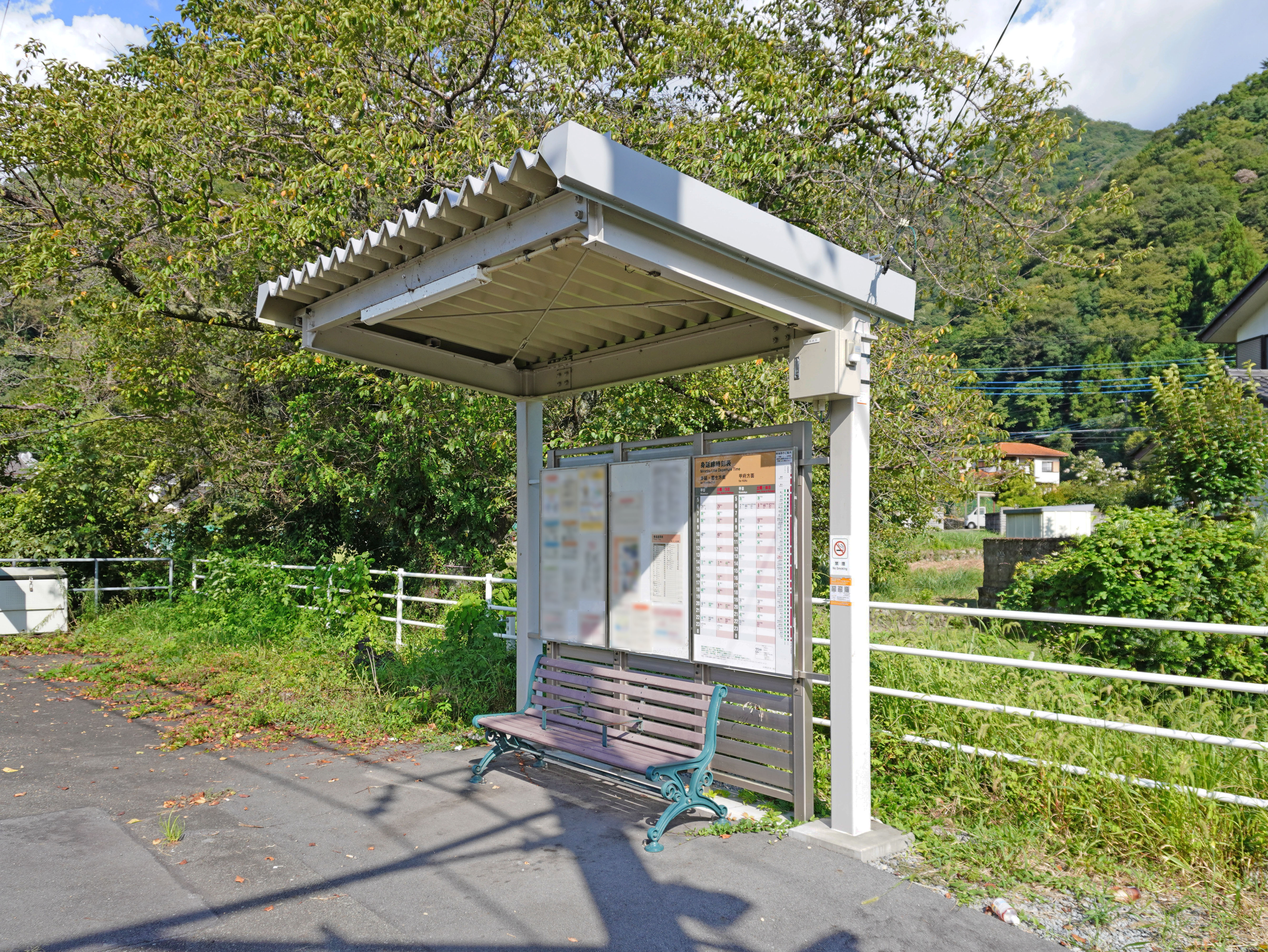
待合所（2022年9月）

## 利用状況
『山梨県統計年鑑』によると1日平均乗車人員は以下の通り。
| 乗車人員推移 | 乗車人員推移 |
| 年度         | 1日平均人数  |
| ------------ | ------------ |
| 2005         | 20           |
| 2006         | 16           |
| 2007         | 16           |
| 2008         | 15           |
| 2009         | 12           |
| 2010         | 14           |
| 2011         | 12           |
| 2012         | 13           |
| 2013         | 15           |
| 2014         | 13           |
| 2015         | 15           |
| 2016         | 14           |
| 2017         | 15           |
| 2018         | 9            |

## 駅周辺
駅の南西すぐの所で御持川が富士川に注ぐ。身延線と、それに沿って走る山梨県道9号市川三郷身延線は、御持川を当駅の南で渡っている。県道との間には幾らかのスペースがあり、春になると桜が満開となる。身延線における桜の名所であり、JRによる夜間ライトアップなども実施される。
駅付近には富士川に沿って人家が見られる。駅の南西600m足らずの富士川には、日本軽金属の塩之沢取入口があり、駅付近からその様子を見ることが出来る。
かつては当駅近くに山交タウンコーチの塩之沢駅停留所があり、バスを利用して身延山及び身延駅・波高島駅へ行くことも出来たが、現在は路線と共に廃止されている。
富士川の対岸は身延町波木井である。国道52号が走り人家もあるが駅近くには橋がないので、駅対岸に行く場合は身延駅近くの身延橋を利用する。

## 隣の駅
東海旅客鉄道（JR東海）
CC 身延線
身延駅 - 塩之沢駅 - 波高島駅